# Ein Schweizer namens Nötzli
Ein Schweizer namens Nötzli ist eine deutsch-schweizerische Filmkomödie von Gustav Ehmck aus dem Jahr 1988. Dabei handelt es sich um die Verfilmung der Komödie Buchhalter Nötzli, einer schweizerischen Adaption des Bühnenstücks Mit besten Empfehlungen von Hans Schubert. Das Stück war bereits 1963 unter dem Originaltitel mit Georg Thomalla in der Hauptrolle verfilmt worden. 1990 erschien die Fortsetzung Der doppelte Nötzli.

## Handlung
Josef Nötzli arbeitet seit 26 Jahren als Buchhalter in einer Berliner Chemiefirma. Durch ein fehlgeleitetes Empfehlungsschreiben steigt er unverhofft in den Führungsposten auf, den er sich schon immer erträumt hat. Nötzlis weiterer Aufstieg scheint unaufhaltsam. Selbst seine ehemalige Vorgesetzte Hilde Hartmann, in die er seit zehn Jahren verliebt ist, wird nun auf ihn aufmerksam. Doch auch die reiche Schwester des Generaldirektors Brock hat ein Auge auf ihn geworfen, und Nötzli gibt seine Verlobung mit ihr bekannt. Als der ursprünglich Begünstigte auftaucht, wird Nötzli zurückversetzt.

## Produktion
Im Laufe der 1980er Jahre lockten Exploitationfilme immer weniger Zuschauer in die Kinos, und einer ihrer Vertreter, der Schweizer Produzent Erwin C. Dietrich, beschloss, sich völlig neu auszurichten. Er orientierte sich dabei an dem Kinofilm Die Schweizermacher (1978), dem kassenträchtigsten Schweizer Film aller Zeiten. Da es Dietrich nicht gelang, dessen Star Emil Steinberger für ein Projekt zu gewinnen, umwarb er Walter Roderer, der allein in den 1980er Jahren sechshundertmal das Bühnenerfolgsstück Buchhalter Nötzli vor ausverkauften Sälen spielte.
Roderer machte zur Bedingung für eine Verfilmung, dass sein Agent Freddy Burger als Co-Produzent beteiligt werde, während Dietrich für die Auswertung in Deutschland den Titel in Ein Schweizer namens Nötzli änderte. Die Dialektsprache des Bühnenstücks musste demnach hochsprachlich adaptiert werden. Dietrichs Standard-Kameramann Peter Baumgartner machte zur Bedingung für seine Mitwirkung, dass Dietrich Xavier Koller als Regisseur verpflichte. Koller wiederum setzte Thomas Tanner, den Sohn des Schauspielers Fred Tanner, als Drehbuchautor durch.
Das Drehbuch, das Tanner und Koller vorlegten, war für Hauptdarsteller Roderer jedoch inakzeptabel. Dietrich blieb nichts anderes übrig, als Tanner und Koller mit einer angemessenen Entschädigung zu entlassen; dennoch kam es zu einem Nachspiel in der Boulevardpresse. Auf Empfehlung seines Mitarbeiters Georges Morf nahm Dietrich schliesslich den deutschen Regisseur Gustav Ehmck unter Vertrag. Als weibliche Hauptfigur setzte Dietrich die bekannte deutsche Fernsehschauspielerin Ursela Monn durch, obwohl Roderer seine Freundin Ruth Jecklin favorisierte.
Die Dreharbeiten, grosse Teile davon in Berlin, verliefen problemlos. Die Uraufführung erfolgte am 29. September 1988 auf dem Marktplatz von Appenzell. Der Start war hervorragend, in den ersten drei Tagen sahen sich in den Deutschschweizer Kinos 37'843 Personen den Film an. Dann gingen die Besucherzahlen jedoch zurück, und in Deutschland reichte es lediglich zu einem Achtungserfolg. Während von der Bundesrepublik Ein Schweizer namens Nötzli mit 100'000 D-Mark Fördergeld belohnt wurde, gab es von der Schweizerischen Eidgenossenschaft keine Förderung.

## Kritiken
Der Filmdienst anerkannte Hauptdarsteller Roderers Leistung als «mit menschlich warmen Untertönen eindrucksvoll gespielt», während der «behäbig-uninspiriert inszenierte Film jede Chance zu einer tiefergreifenden Ausformung der Geschichte» verschenke.